# A gyógymód az álmatlanságra
A gyógymód az álmatlanságra (eredeti cím angolul: The Cure for Insomnia) c. filmet John Henry Timmis IV rendezte 1987-ben. A film elnyerte a világ leghosszabb filmje Guinness-rekordját 87 órás vagy 3 nap 15 órás hosszával. A filmben Lee Groban olvassa fel azonos című, 4080 oldalas versét, teljes terjedelmében. A felolvasás alatt heavy metal- és pornóvideók láthatók. A filmet nem jelentették meg a nagyközönség számára is elérhető módon, egyébként 22 DVD-n férne el. Egyetlenegy alkalommal vetítették le teljes terjedelmében, a chicagói Művészeti Intézetben, 1987. január 31-étől február 3-áig.
A rekordot megdöntötte azóta a Matrjoschka című film 2006-ban 95 órás hosszával, majd a Cinématon 2010-ben 150 órás hosszal. A világ leghosszabb filmjeként a 2011-es, 240 órás dán alkotás, a Modern Times Forever van számon tartva.

## Szereplők
- Cosmic Lightning
- Lee Groban
- J.T.4